# Kenny Pavey
Kenneth Steven Pavey, oftast bara Kenny Pavey, född 23 augusti 1979 i Southwark, London, är en engelsk fotbollsspelare som spelar för AIK Solna FK i Division 7. Han har tidigare spelat för bland annat AIK och Ljungskile SK.

## Klubbkarriär
Pavey har bland annat provspelat för Aston Villa i Premier League 1997, innan han kom till Sverige och Ljungskile 1998. Kenny Pavey var en av AIK Fotbolls spelarförstärkningar inför den allsvenska säsongen 2006 där han var ordinarie som högermittfältare (tidvis anfallare). Han har redan hunnit bli fansens favorit och fått ett par ramsor uppkallade till sin ära. Kenny Paveys favoritklubb är den engelska klubben Millwall FC. Han skrev i slutet av 2009 på ett kontrakt på 2 år som gällde t.o.m. 2011.
Kenny Pavey lämnade AIK efter säsongen 2011 efter att inte fått något nytt kontrakt. Den 1 april 2012 blev det klart att Kenny Pavey skulle spela för Ljungskile SK de närmaste 3 åren, men i november 2012 utnyttjade Pavey sin option att bryta kontraktet redan efter en säsong och skrev på för två år med Öster som då blivit klara för allsvenskan.
Den 16 januari 2014 stod det dock klart att Kenny Pavey återigen är tillbaka som spelare i AIK. Kontraktet gällde över säsongen 2015. Säsongen 2016 spelade han för Assyriska FF.
I februari 2017 värvades Pavey av Vasalunds IF, där han skrev på ett tvåårskontrakt. I april 2019 gick Pavey till division 2-klubben Enskede IK, där han även blev ungdomstränare.